# Franco Schirato
Franco Schirato (Padova, 24 agosto 1893 – Velletri, 21 novembre 1971) è stato un attore e direttore del doppiaggio italiano.

## Biografia
Nato a Padova, nel 1893 si trasferisce a Firenze, dove frequenta la Scuola di Recitazione di Luigi Rasi, dopo la quale entra nella Compagnia di Armando Rossi, sino allo scoppio della Prima guerra mondiale. Partì allora come volontario per il fronte, sbarcando nel porto di Trieste nel 1918, per lasciare le armi con il grado di tenente del corpo dei Bersaglieri.
A Milano torna in palcoscenico con Gualtiero Tumiati, poi con Dina Galli, per formare più tardi una propria compagnia sino al 1932 quando a Roma riesce ad entrare in un gruppo di doppiaggio cinematografico presso la Cines e nel 1933 è alla Phonovox. Nel 1934 la MGM italiana lo assume come direttore di doppiaggio presso i propri studi di sincronizzazione in cui realizza le versioni italiane di Pranzo alle otto, La buona terra, Sui mari della Cina, La tragedia del Bounty ed altri.
Durante l'ultima parte del secondo conflitto mondiale dirige la presa in diretta di alcune pellicole tra cui Gran Premio. Con la fine della guerra torna a Roma negli studi della Metro, per riprendere il suo lavoro di direttore di doppiaggio, sino alla fondazione della Cooperativa CDC, dove continuerà a lavorare per diversi anni.
Nel 1949 lavora all'adattamento dei dialoghi e alla direzione del doppiaggio di Via col vento.
Si ritira alla fine degli anni sessanta nei pressi di Velletri, dove muore nel 1971.